# Rhysotoechia bilocularis
Rhysotoechia bilocularis är en kinesträdsväxtart som beskrevs av B. Etman. Rhysotoechia bilocularis ingår i släktet Rhysotoechia och familjen kinesträdsväxter. Inga underarter finns listade i Catalogue of Life.